# Martina Capdevila Barbany
Martina Capdevila Barbany (Granollers, Vallès Oriental, 19 de setembre de 2001) és una jugadora d'handbol catalana.
Central, es formà al planter del Club Balonmano Granollers. Debutà amb el primer equip a la Divisió d'Honor estatal la temporada 2018-19. S'ha proclamat campiona de la Supercopa de Catalunya en sis ocasions (2018-23) i també ha competit a diverses fases finals de la Copa de la Reina, aconseguint un subcampionat (2023), i en competicions europees, arribant a les semifinals de la Challenge Cup (2020). Internacional amb la selecció espanyola en categories de formació, debutà amb l'absoluta l'octubre de 2022.